# 天馬塚金冠

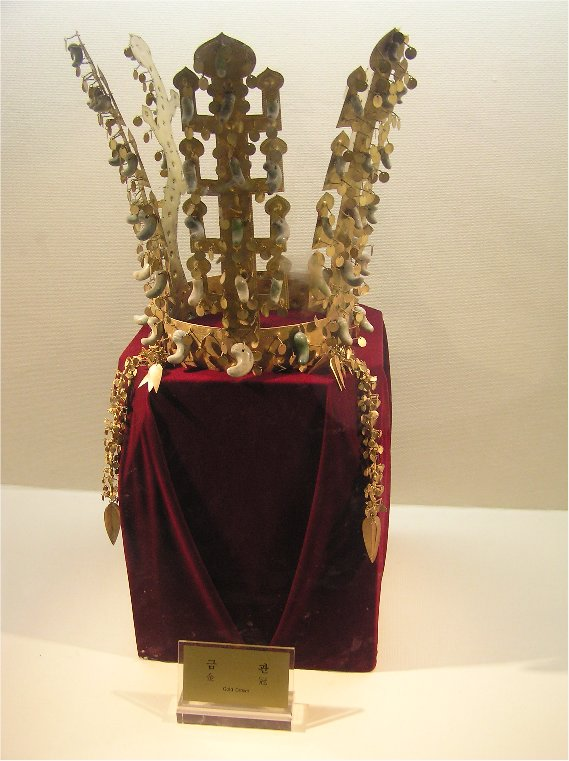
天馬塚金冠

天馬塚金冠是一頂出土於大韓民國慶尚北道慶州天馬塚的新羅金冠，1978年12月7日列為大韓民國國寶第188號，是天馬塚墓主、新羅第22代國王智證王的陪葬品。